# Typisch Carlo & Irene
Typisch Carlo & Irene is een komische spelshow waarin alles draait om wie het beste kan persifleren. Carlo Boszhard en Irene Moors strijden tegen elkaar met ieder een eigen team met twee bekende gastspelers.

## Rondes
Raden van kandidatenIn deze ronde wordt er door Carlo en Irene geblinddoekt gevoeld wie hun gasten zijn. Bij elk goed gerade gast worden er 20 punten verdiend. Wordt er om een hint gevraagd, dan worden er 10 punten verdiend.
StemgebruikIn de tweede ronde wordt er door middel van stemgeluid duidelijk gemaakt om welke bekende Nederlander het gaat. Er mogen geen namen, titels van liedjes, films, etc. genoemd worden. Bij elke goed gerade BN'er worden er 10 punten verdiend.
De persiflagekastIn deze ronde persifleren kinderen BN'ers. Aan de spelers de taak om er zoveel mogelijk te onthouden. Het team dat de meeste BN'ers denkt te weten onthouden, mag deze ronde spelen. Er kunnen 50 punten mee verdiend worden.
De TV KantineIn deze ronde gaan Carlo en Irene de straat op als bekende typetjes uit De TV Kantine om mensen in de maling te nemen, waaronder Prinses Laurentien, Joop en Janine van den Ende. Aan de gasten de taak om te raden hoe de mensen zullen reageren. Bij een goed antwoord worden er 50 punten verdiend.
BonusrondeIn de bonusronde wordt er door Carlo en Irene een roddel verteld. Aan de gasten de taak om te raden of de roddel 'waar' of 'niet waar' is. Het team dat voorligt, mag bepalen of ze deze ronde spelen of weggeven aan het andere team. Bij een goed antwoord worden de punten verdubbeld. Bij een fout antwoord worden de punten van het andere team verdubbeld.
FinaleIn de finale wordt er met behulp van kleding en andere attributen duidelijk gemaakt welke BN'er er wordt uitgebeeld. Er mag in deze ronde geen geluid worden gemaakt. Bij elke goed geraden BN'er worden er 10 punten verdiend.

## Afleveringen
Typisch Carlo & Irene werd uitgezonden van 12 april tot en met 7 juni 2014. Het programma werd elke zaterdagavond uitgezonden tussen 20.00 en 20.40 uur. 

### Gasten
| Nr. | Uitzenddatum                    | Team       | BN'ers              | BN'ers             | Kijkcijfers       |
| --- | ------------------------------- | ---------- | ------------------- | ------------------ | ----------------- |
| 1   | 12 april 2014                   | Team Carlo | Ruben van der Meer  | Leona Philippo     | 1.084.000 kijkers |
| 1   | 12 april 2014                   | Team Irene | Gerard Ekdom        | Kasper van Kooten  | 1.084.000 kijkers |
| 2   | 19 april 2014                   | Team Carlo | Jeroen van der Boom | Glennis Grace      | 800.000 kijkers   |
| 2   | 19 april 2014                   | Team Irene | Fred van Leer       | Jamai Loman        | 800.000 kijkers   |
| 3   | 26 april 2014 Koningsdagspecial | Team Carlo | Ferry Doedens       | Catherine Keyl     | 972.000 kijkers   |
| 3   | 26 april 2014 Koningsdagspecial | Team Irene | Euvgenia Parakhina  | Beau Schneider     | 972.000 kijkers   |
| 4   | 3 mei 2014                      | Team Carlo | André Hazes jr.     | Danny de Munk      | 821.000 kijkers   |
| 4   | 3 mei 2014                      | Team Irene | Gerard Joling       | Patricia Paay      | 821.000 kijkers   |
| 5   | 10 mei 2014                     | Team Carlo | Ali B               | Angela Groothuizen | 911.000 kijkers   |
| 5   | 10 mei 2014                     | Team Irene | Jon van Eerd        | Georgina Verbaan   | 911.000 kijkers   |
| 6   | 17 mei 2014                     | Team Carlo | Maik de Boer        | Anne-Marie Jung    | 627.000 kijkers   |
| 6   | 17 mei 2014                     | Team Irene | Robert ten Brink    | Sara Kroos         | 627.000 kijkers   |
| 7   | 24 mei 2014                     | Team Carlo | Ron Boszhard        | Loretta Schrijver  | 679.000 kijkers   |
| 7   | 24 mei 2014                     | Team Irene | Marijke Helwegen    | Ruben Nicolai      | 679.000 kijkers   |
| 8   | 31 mei 2014                     | Team Carlo | Chantal Janzen      | Dirk Zeelenberg    | 610.000 kijkers   |
| 8   | 31 mei 2014                     | Team Irene | Najib Amhali        | Ruud Feltkamp      | 610.000 kijkers   |
| 9   | 7 juni 2014 Compilatie          | n.v.t.     | n.v.t.              | n.v.t.             | 612.000 kijkers   |

### Winnaars
Als een team wint, krijgt het team een prijs die wordt aangeboden door een Bekende Nederlander.
- Aflevering 1: Team van Carlo won een bak kippenvleugeltjes, aangeboden door Judeska van FC Kip.
- Aflevering 2: Team van Irene won een rolodex met telefoonnummers van BN'ers, aangeboden door Gordon.
- Aflevering 3: Team van Carlo won oranje tompoucen, aangeboden door het Koninklijk Huis.
- Aflevering 4: Team van Carlo won worstenbroodjes met spek, aangeboden door Roy Donders.
- Aflevering 5: Team van Carlo won een cursus lachtherapie, aangeboden door Linda de Mol.
- Aflevering 6: Team van Irene won een weekend op een nudistencamping, aangeboden door Reinout Oerlemans.
- Aflevering 7: Team van Irene won een tandenbleekset, aangeboden door Gerard Joling.
- Aflevering 8: Team van Carlo won een jaar lang verblijf in Utopia, aangeboden door John de Mol.

Carlo - Irene (5-3)